# Village-tas

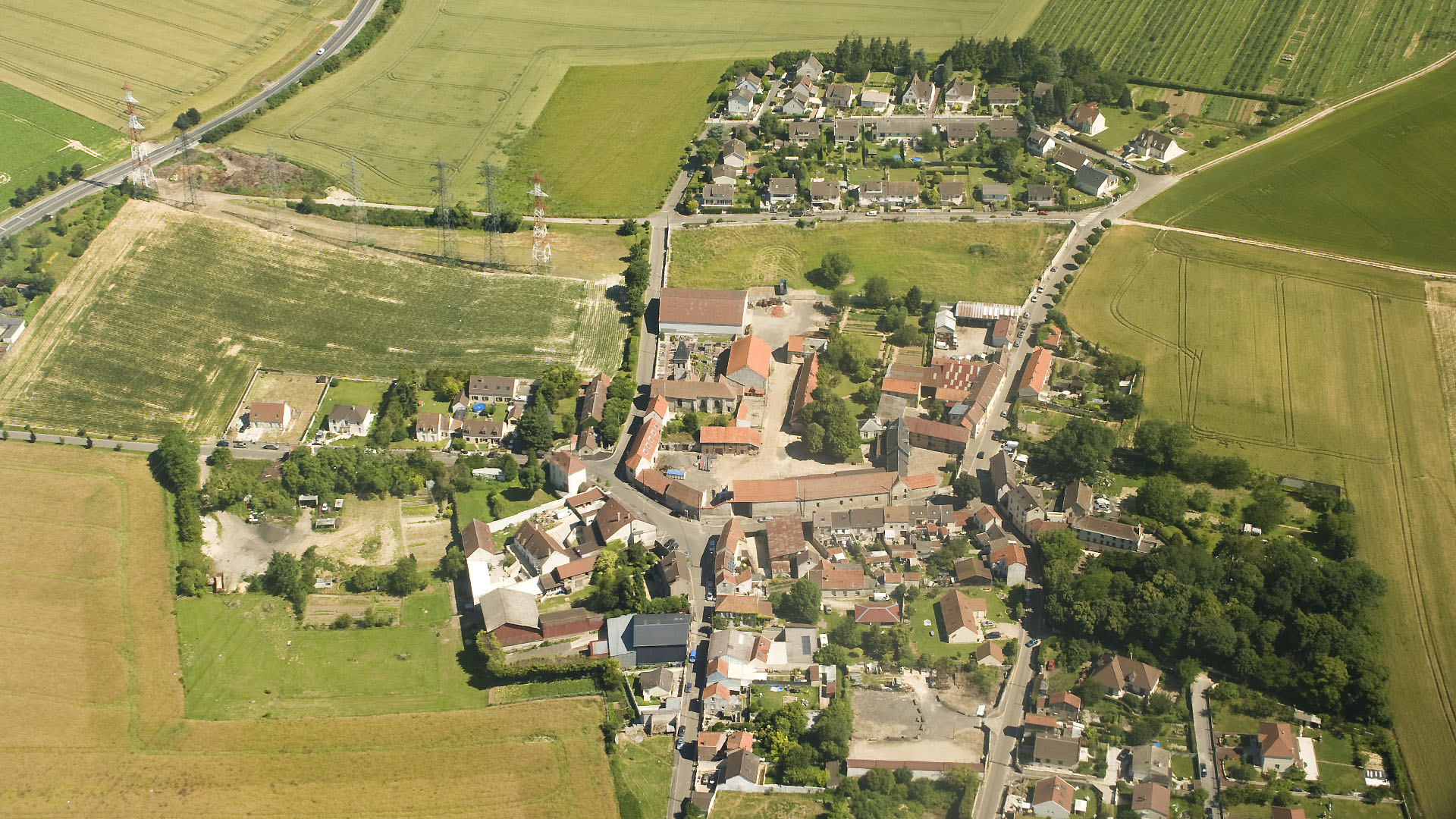
Bouqueval (Val-d'Oise), un exemple de village-tas.

Un village-tas (Haufendorfest (de)) est un groupement d’habitations rurales sans linéarité. Cette forme d'habitat aggloméré s'oppose au terme village-rue, désignant des habitations s'étirant le long d'un axe routier.

## Caractéristiques
Le village-tas est un terme spécifique à la géographie rurale. Présent notamment dans les structures agraires de type openfield, il désigne l'agglomération de maisons voire de fermes, formant historiquement un « noyau villageois », bourg, souvent autour d'un monument culturel près d'une intersection. La plaine d'Alsace, par exemple, concentre de nombreux village-tas avec toutefois des maisons, bien que proches et groupées, qui restent indépendantes. Le caractère sphérique ne peut être valable pour qualifier le village-tas. En effet, il s'avère être relativement désorganisé,.